# Andrène des asters
Andrena asteris
Espèce
L'Andrène des asters (Andrena asteris) est une espèce d'andrènes de la famille des Andrenidae. Cette espèce est présente en Amérique centrale et en Amérique du Nord,,.

## Description
Andrena asteris mesure environ 9 mm.

## Étymologie
Son nom spécifique, asteris, lui a été donné en référence au genre Aster auquel appartenaient les plantes sur lesquelles les spécimens ont été collectés (deux femelles et un mâle).

## Publication originale
- (en) Charles Robertson, « Descriptions of New Species of North American Bees », Transactions of the American Entomological Society, vol. 18,‎ 1891, p. 49-66 (ISSN 0002-8320 et 2162-3139, JSTOR 25076556, lire en ligne).